# Гуці-Драганицькі
Гуці-Драганицькі (хорв. Guci Draganički) — населений пункт у Хорватії, у Загребській жупанії у складі міста Ястребарсько.

## Населення
Населення за даними перепису 2011 року становило 302 осіб.
Динаміка чисельності населення поселення:

## Клімат
Середня річна температура становить 10,47 °C, середня максимальна – 25,10 °C, а середня мінімальна – -6,66 °C. Середня річна кількість опадів – 998 мм.
| Клімат поселення                              | Клімат поселення | Клімат поселення | Клімат поселення | Клімат поселення | Клімат поселення | Клімат поселення | Клімат поселення | Клімат поселення | Клімат поселення | Клімат поселення | Клімат поселення | Клімат поселення | Клімат поселення |
| Показник                                      | Січ.             | Лют.             | Бер.             | Квіт.            | Трав.            | Черв.            | Лип.             | Серп.            | Вер.             | Жовт.            | Лист.            | Груд.            |                  |
| Середній максимум, °C                         | 6,38             | 8,58             | 13,04            | 17,42            | 22,07            | 25,10            | 24,58            | 23,90            | 20,16            | 14,86            | 9,12             | 4,98             |                  |
| Середня температура, °C                       | −0,14            | 2,05             | 6,51             | 10,89            | 15,55            | 18,56            | 20,36            | 19,67            | 15,94            | 10,64            | 4,90             | 0,74             |                  |
| Середній мінімум, °C                          | −6,66            | −4,47            | −0,02            | 4,37             | 9,02             | 12,05            | 16,12            | 15,43            | 11,70            | 6,41             | 0,66             | −3,48            |                  |
| Норма опадів, мм                              | 56               | 54               | 67               | 75               | 83               | 105              | 94               | 96               | 97               | 97               | 100              | 74               |                  |
| Середньомісячна швидкість вітру, м/с          | 1.50             | 1.70             | 2.10             | 2.00             | 1.82             | 1.70             | 1.62             | 1.50             | 1.40             | 1.50             | 1.59             | 1.52             |                  |
| Середньомісячна сонячна радіація, кДж/м²·день | 4127             | 6827             | 10435            | 14946            | 19090            | 20950            | 21916            | 18955            | 13983            | 8652             | 4521             | 3348             |                  |
| --------------------------------------------- | ---------------- | ---------------- | ---------------- | ---------------- | ---------------- | ---------------- | ---------------- | ---------------- | ---------------- | ---------------- | ---------------- | ---------------- | ---------------- |
| Джерело:                                      |                  |                  |                  |                  |                  |                  |                  |                  |                  |                  |                  |                  |                  |